# Panjshir (provins)
35°24′N 70°0′Ø / 35.400°N 70.000°Ø
Panjshirprovinsen er en af Afghanistans 34 provinser. Den blev oprettet 13. april 2004. Befolkningen er på 144.400 mennesker og området er på 3.610 km². I Panjshir er sproget farsi eller dari, og beboerne er hovedsageligt tadsjiker. Provinsen ligger omkring 100 km nordøst for Kabul.
Ahmad Shah Massoud, der er kendt som "Løven af Panjshir," var en berømt afghansk feltherre, der blev myrdet i september 2001, af selvmordsbombere. Han organiserede forsvaret af dalen under den den afghansk-sovjetiske krig til den sovjetiske tilbagetrækning. I den efterfølgende borgerkrig, lykkedes det aldrig Taleban at besætte Panjshir.